# Liste der Nummer-eins-Hits in der Schweiz (1971)
Dies ist eine Liste der Nummer-eins-Hits in der Schweiz im Jahr 1971. Sie basiert auf den Top 10 Singles der offiziellen Schweizer Hitparade. Es gab in diesem Jahr elf Nummer-eins-Singles.

## Singles
| ← 1970 ← | Liste der Nummer-eins-Hits in der Schweiz | Liste der Nummer-eins-Hits in der Schweiz | Liste der Nummer-eins-Hits in der Schweiz                            | 1972 →                    |
| \| Zeitraum \| Wo. ges. \| Interpret \| Titel Autor(en) \| Zusätzliche Informationen \| \| (Zeitraum, Wochen auf Platz eins, Interpret, Titel, Autor[en], zusätzliche Informationen) \| \| \| \| \| \| ----------------------------------------------------------------------------------------- \| -------- \| ---------------------------- \| -------------------------------------------------------------------- \| ------------------------- \| \| 8. Dezember 1970 – 18. Januar 1971 6 Wochen \| 6 \| Christie \| San Bernadino Jeff Christie \| – \| \| 19. Januar 1971 – 22. Februar 1971 5 Wochen \| 5 \| George Harrison \| My Sweet Lord George Harrison \| – \| \| 23. Februar 1971 – 5. April 1971 6 Wochen \| 6 \| Danyel Gérard \| Butterfly Musik: Danyel Gérard; Text: Ralph Bernet \| – \| \| 6. April 1971 – 12. April 1971 1 Woche \| 1 \| George Harrison \| What Is Life George Harrison \| – \| \| 13. April 1971 – 31. Mai 1971 7 Wochen \| 7 \| Lynn Anderson \| Rose Garden Joe South \| – \| \| 1. Juni 1971 – 7. Juni 1971 1 Woche \| 1 \| The Rolling Stones \| Brown Sugar Mick Jagger, Keith Richard \| – \| \| 8. Juni 1971 – 9. August 1971 9 Wochen \| 9 \| Middle of the Road \| Chirpy Chirpy Cheep Cheep Musik: Harold Stott; Text: Giuseppe Cassia \| – \| \| 10. August 1971 – 30. August 1971 3 Wochen \| 3 \| Creedence Clearwater Revival \| Sweet Hitchhiker John C. Fogerty \| – \| \| 31. August 1971 – 11. Oktober 1971 6 Wochen \| 6 \| The Sweet \| Co-Co Nicky Chinn, Michael Donald Chapman \| – \| \| 12. Oktober 1971 – 20. Dezember 1971 10 Wochen \| 10 \| Los Pop Tops \| Mamy Blue Hubert Yves Adrien Giraud \| – \| \| 21. Dezember 1971 – 10. Januar 1972 3 Wochen \| 3 \| Mireille Mathieu \| Akropolis adieu Musik: Christian Bruhn; Text: Georg Buschor \| – \| |                                           |                                           |                                                                      |                           |
| ← 1970 |                                           |                                           |                                                                      | → 1972 →                  |
| Zeitraum | Wo. ges.                                  | Interpret                                 | Titel Autor(en)                                                      | Zusätzliche Informationen |
| (Zeitraum, Wochen auf Platz eins, Interpret, Titel, Autor[en], zusätzliche Informationen) |                                           |                                           |                                                                      |                           |
| 8. Dezember 1970 – 18. Januar 1971 6 Wochen | 6                                         | Christie                                  | San Bernadino Jeff Christie                                          | –                         |
| 19. Januar 1971 – 22. Februar 1971 5 Wochen | 5                                         | George Harrison                           | My Sweet Lord George Harrison                                        | –                         |
| 23. Februar 1971 – 5. April 1971 6 Wochen | 6                                         | Danyel Gérard                             | Butterfly Musik: Danyel Gérard; Text: Ralph Bernet                   | –                         |
| 6. April 1971 – 12. April 1971 1 Woche | 1                                         | George Harrison                           | What Is Life George Harrison                                         | –                         |
| 13. April 1971 – 31. Mai 1971 7 Wochen | 7                                         | Lynn Anderson                             | Rose Garden Joe South                                                | –                         |
| 1. Juni 1971 – 7. Juni 1971 1 Woche | 1                                         | The Rolling Stones                        | Brown Sugar Mick Jagger, Keith Richard                               | –                         |
| 8. Juni 1971 – 9. August 1971 9 Wochen | 9                                         | Middle of the Road                        | Chirpy Chirpy Cheep Cheep Musik: Harold Stott; Text: Giuseppe Cassia | –                         |
| 10. August 1971 – 30. August 1971 3 Wochen | 3                                         | Creedence Clearwater Revival              | Sweet Hitchhiker John C. Fogerty                                     | –                         |
| 31. August 1971 – 11. Oktober 1971 6 Wochen | 6                                         | The Sweet                                 | Co-Co Nicky Chinn, Michael Donald Chapman                            | –                         |
| 12. Oktober 1971 – 20. Dezember 1971 10 Wochen | 10                                        | Los Pop Tops                              | Mamy Blue Hubert Yves Adrien Giraud                                  | –                         |
| 21. Dezember 1971 – 10. Januar 1972 3 Wochen | 3                                         | Mireille Mathieu                          | Akropolis adieu Musik: Christian Bruhn; Text: Georg Buschor          | –                         |

## Jahreshitparade
| ← 1970 ← | Liste der Nummer-eins-Hits in der Schweiz                                               | Liste der Nummer-eins-Hits in der Schweiz | Liste der Nummer-eins-Hits in der Schweiz | 1972 →   |
| \| Position# \| Singles \| \| --------- \| --------------------------------------------------------------------------------------- \| \| 1 \| Chirpy Chirpy Cheep Cheep Middle of the Road Musik: Harold Stott; Text: Giuseppe Cassia \| \| 2 \| My Sweet Lord George Harrison \| \| 3 \| Rose Garden Lynn Anderson Joe South \| \| 4 \| Mamy Blue Los Pop Tops Hubert Yves Adrien Giraud \| \| 5 \| Butterfly Danyel Gérard Musik: Danyel Gérard; Text: Ralph Bernet \| \| 6 \| Co-Co The Sweet Nicky Chinn, Michael Donald Chapman \| \| 7 \| Hot Love T. Rex Marc Bolan \| \| 8 \| Sweet Hitchhiker Creedence Clearwater Revival John C. Fogerty \| \| 9 \| Borriquito Peret Pedro Pubill i Calaf \| \| 10 \| Sheila Baby Pepe Lienhard Sextett Musik: Erik Silvester; Text: John Möring \| |                                                                                         |                                           |                                           |          |
| ← 1970 |                                                                                         |                                           |                                           | → 1972 → |
| Position# | Singles                                                                                 |                                           |                                           |          |
| 1 | Chirpy Chirpy Cheep Cheep Middle of the Road Musik: Harold Stott; Text: Giuseppe Cassia |                                           |                                           |          |
| 2 | My Sweet Lord George Harrison                                                           |                                           |                                           |          |
| 3 | Rose Garden Lynn Anderson Joe South                                                     |                                           |                                           |          |
| 4 | Mamy Blue Los Pop Tops Hubert Yves Adrien Giraud                                        |                                           |                                           |          |
| 5 | Butterfly Danyel Gérard Musik: Danyel Gérard; Text: Ralph Bernet                        |                                           |                                           |          |
| 6 | Co-Co The Sweet Nicky Chinn, Michael Donald Chapman                                     |                                           |                                           |          |
| 7 | Hot Love T. Rex Marc Bolan                                                              |                                           |                                           |          |
| 8 | Sweet Hitchhiker Creedence Clearwater Revival John C. Fogerty                           |                                           |                                           |          |
| 9 | Borriquito Peret Pedro Pubill i Calaf                                                   |                                           |                                           |          |
| 10 | Sheila Baby Pepe Lienhard Sextett Musik: Erik Silvester; Text: John Möring              |                                           |                                           |          |